# シムアイル
シムアイル（英: SimIsle: Missions in the Rainforest）とは1995年にマクシスより発売されたミニスケープゲームである。熱帯の島における開発をテーマとしている。1990年代に発売されたシムシティのバリエーションのうち、商業的に失敗した作品のひとつである。他のものと同様マクシスは、この作品が同社のオープンエンド哲学に忠実であるために、ゲームではなく「ソフトウェア・トイ」であると呼んだ。

## 基本システム
5つのチュートリアルマップ、24のシナリオとフリーマップが用意されており、プレイヤーは様々な形や大きさの架空の熱帯の島を選択する。それぞれの島は、平地、森林、山の構成、天然資源の量、そして先住民の存在という点でさまざまに異なっている。既に多少開発されている土地もあるが、島のほとんどはシミュレーションの開始時にはほぼ未開発である。各シナリオには特定の目標があり、クリア条件と時間制限が設定されているが、それらを設定しないでプレイするオプションもある。目標をクリアした後も、シミュレーションを継続してプレイできる。
ゲームエンジンはシムシティ2000（SC2K）に類似している。例えば、島のマップは等角投影されており、地形のグラフィックスはより洗練されたものであるが、他のグラフィックスはSC2Kと若干異なるだけである。他には、マップを90°回転させることができ、4つの異なる視点から見ることができるようになっていることが類似している。ズームレベルは3つあり、マップ全体が画面上に表示できる遠景から、島の詳細を表示する近景まである。
それぞれのシナリオで島は独自の初期状況や課題を持っており、プレイヤーが適当と考える方法で対処することができる。あるシナリオでは、島の先住民が麻薬栽培を始めており、外国の麻薬カルテルがそこに介入してくる。プレイヤーは状況を無視するか、利益の一部を受け取って黙認するか、またはエージェントを送って栽培をやめさせるかを選択できる。麻薬カルテルとの取引を行う場合、資金を得るとともに不利な国際世論も受ける。しかし、最後の選択肢を選択するとエージェントが暗殺される可能性がある。

## エージェント
他のシムシリーズでは、建物を配置するなどのプレイヤーの行動は、瞬時に、匿名で行われる。シムアイルはシムの世界でややユニークで、プレイヤーはエージェントを雇い、プレイヤーの行動はエージェントの仲介によって行われる。エージェントはそれぞれ様々な技能やプロフィールを持っており、プレイヤーの指示を受け各プロジェクトを完了する。また、エージェントが仕事を完了させたり現場施設へ移動するには一定の時間が必要である。
エージェントはエージェント本部という施設で管理される。雇えるエージェントは全部で24人（後述の特別な1人を除く）おり、プレイ開始時点で島には何人かのエージェントが雇われている。さらにエージェント本部では、必要なら新たに採用したり、雇われているエージェントの解雇や訓練をすることができる。

### 技能
各エージェントは島での仕事で必要となる技能を以下の内から1～3つ持っている。
- 建築、産業、雇用、交渉、地域文化、地域生態学、植物学、探検、防犯、動物学

島で行われる作業には、一般に複数の技能を必要とする。1人のエージェントでは必要なすべての技能を満たさない場合、複数のエージェントをその場所に送る必要がある。エージェントに新たな種類の技能を与えることはできないが、すでに持っている技能の効率を高める訓練をすることはできる。
すべてのエージェントは既存の施設や集落にのみ移動することができる。その他の未開発の場所に移動することは許されず、移動させようとするとエラーメッセージが出る。しかし未開発の場所に移動することを許可された技能も存在する。
- 建築技能を持つエージェントは、新たな建築プロジェクトを開始するため、マップ上のほとんどどこにでも移動することができる。
- 探検技能を持つエージェントもジャングルの奥地に移動でき、隠されたアイテムを発見することがある。

### キャプテン・スプラウト
あるシナリオで（他のシナリオでもごくまれに）、キャプテン・スプラウト（Captain Sprout）という隠れエージェントを使うことが可能である。普通のエージェントは技能を高々3つまでしか持たないのに対し、キャプテン・スプラウトは6つの技能を持っている。プロフィールの面でも彼はユニークで、スーパーヒーローのように特殊な出生をもち、宿敵との戦いというサイドストーリーが設定されている。

## 資源
ほとんどのシムシリーズと同様、シムアイルでは通貨や他の資源管理を必要とする。「EMU」という独自の通貨を持っているが、これは島で入手可能な多くの資源のひとつに過ぎない。

### 天然資源
島には以下のような天然資源が埋没しており、採掘所などの適切な施設を建てることで入手できる。
- 丸太、鉄鉱石、石炭、金、銀、原油

施設は建設されると自律的に稼動し、施設にいる労働者の数やその領域内の埋没資源の量など、さまざまな要因によって決まる速度で資源を産出する。資源を採りつくした施設は自動的に閉鎖される。天然資源は島の特定の場所に偏在しているため、採掘所などは採掘効率の良い場所に立てなければならない。
ほとんどの天然資源の採掘には労働者を必要とするため、ゲームスタートから初期には労働者の確保が課題となる。
- 関連施設 - 森林伐採所、鉄鉱石採掘所、炭坑、金採掘所、銀採掘所、原油採掘施設

### 通貨
通貨は各施設で行われる行動の資金のほか、資源の運送費や、エージェントや労働者、技術者の賃金としても必要となる。通貨を得る手段は後述の観光業による収入、および各種資源の輸出である。収益はバランスシート（損益計算書）で確認することができる。

### 食糧と労働力
他の重要な資源として食糧と労働者がある。これらは島に点在している先住民の村（農村あるいは漁村）によって供給される。ゲームの初めでは、村には人口も少なく、その人口を維持するのに必要十分な食糧を生産することができるだけである。適切な技能を持つエージェントを送って、村民を訓練し食糧生産能力を増加させることができる。これは、その後、村の人口を増やし、新しい村を作ってさらに食糧供給を増加させたり、労働者を供給するプールとして用いることができる。
訓練度の高い村で生産される余剰食糧は、町や都市（労働力として技術者を供給する）の人口を維持するために利用される。さらに、村には幸福レベルが設定されており、悪い環境条件によって、または多くの労働者を引き抜くことによって、悪影響を受ける。不幸な村は麻薬栽培を開始することがあるが、その時でも防犯技能を持つエージェントを送って村の収入をプレイヤーに納めさせることもできる。
- 関連施設 - 農村、漁村、町、都市

## サプライチェーン
建設が完了した採掘施設は、島の自然環境から天然資源を産出する。次に、それらを用いてローエンド製品を生産する工場を建設し、販売して利益を得たり、都市での使用に供したり、ハイエンド製品を生産するため別の工場に供給したりすることができる。このサプライチェーンに含まれる様々な施設は自動的に構築される道路で接続される。労働力源（村）を除いて、都市も商品の購入のために工場や倉庫に接続しなければならない。
資源は分散して存在しているため、需要と供給のバランスをとることがゲームの目標の一つである。商品の生産や新しい施設の建設に必要な資源は、ほとんどの場合、購入することも可能だが、高価であり、プレイヤーが手動で行わなければならないので、これを中長期的に続けることは困難である。資源が供給されていない遊休施設は非常に高価になる。ほとんどの資源は無限の埋蔵量があるわけではなく、採掘した分減っていくので、ほとんどのサプライチェーンはプレイヤーの操作なしに永遠に機能することはできず、生産を維持できない。
- 関連施設
  - 製材所 - 丸太から木材と木屑を生産
  - 製鉄所 - 鉄鉱石から鉄を生産
  - 原油精製施設 - 原油から石油を生産
  - 化学工場 - 石油からプラスチックまたはガソリンを生産
  - 火力発電所 - 石炭から電力を生産
  - 風力発電所、原子力発電所 - 電力を生産（天然資源を必要としない）
  - 重化学工場 - 重金属、大衆車を生産
  - 商品製造工場 - 安価な部品、高価な部品、廉価家具、廉価商品を生産
  - ハイテク工場 - 高級家具、高級商品、大衆車、高級車を生産
  - 倉庫 - 各種資源を貯蔵。遠く離れた施設を道路でつなぐターミナルの役割ももつ。

## 観光
観光業は収益性が良く、かつ永続的な資源である。島へ観光客を運ぶ施設（空港やフェリーなど）を建設すると、これらの施設は採掘所のような他の資源ソースと同じように機能する（「使用済みの」観光客が港へ戻される点のみが採掘所とは違う）。観光業のサプライチェーンの次の施設は宿泊施設で、収容人数および品質をアップグレードすることで収益を増やすことができる。そこから観光客は観光スポットを訪問する。観光スポットは新しく建設するか、探検技能を持つエージェントによって発見する、またはビーチ付近にホテルを建てることで得ることができる。プレイヤーによって建設されていない観光スポットは多くの場合、プレイヤーによって明示的に公開しなければならない。そして観光客を惹きつけ、収入を生み出すのに有効になるように、アップグレードされなければならない。
- 関連施設 - ホテル、観光スポット、空港、港

## 評価
島の総合的な評価、島民の幸福度、生物および産業の発展度などの、島の開発傾向を示すスコアがある。特に注目されるのは生物の発展度である。
- 工場の稼働率を上げたり、都市に車とガソリンを供給したりすると、大気汚染が発生する（都市からの汚染は、教育施設などを整備することである程度の抑制が可能）。
- まれに原油採掘施設で事故が起こり、原油が流出し対処する必要が出るときがある。
- 森林伐採の方法には植林重視、伐採重視、整地といった選択肢がある。伐採重視にすると生産量は多いが植生の回復のスピードが遅くなる。

以上のような行動をすると生物の発展度や島の総合的な評価が下がり、プレイヤーがどの程度自然環境を考慮しながら開発しているかが分かる。
また、探検技能を持つエージェントによって野生動物が発見されると、自然動物公園が自動的に建設される。そこで野生動物を繁殖させ、外国へ売って収入とすることができる。